# Arlette Laguiller

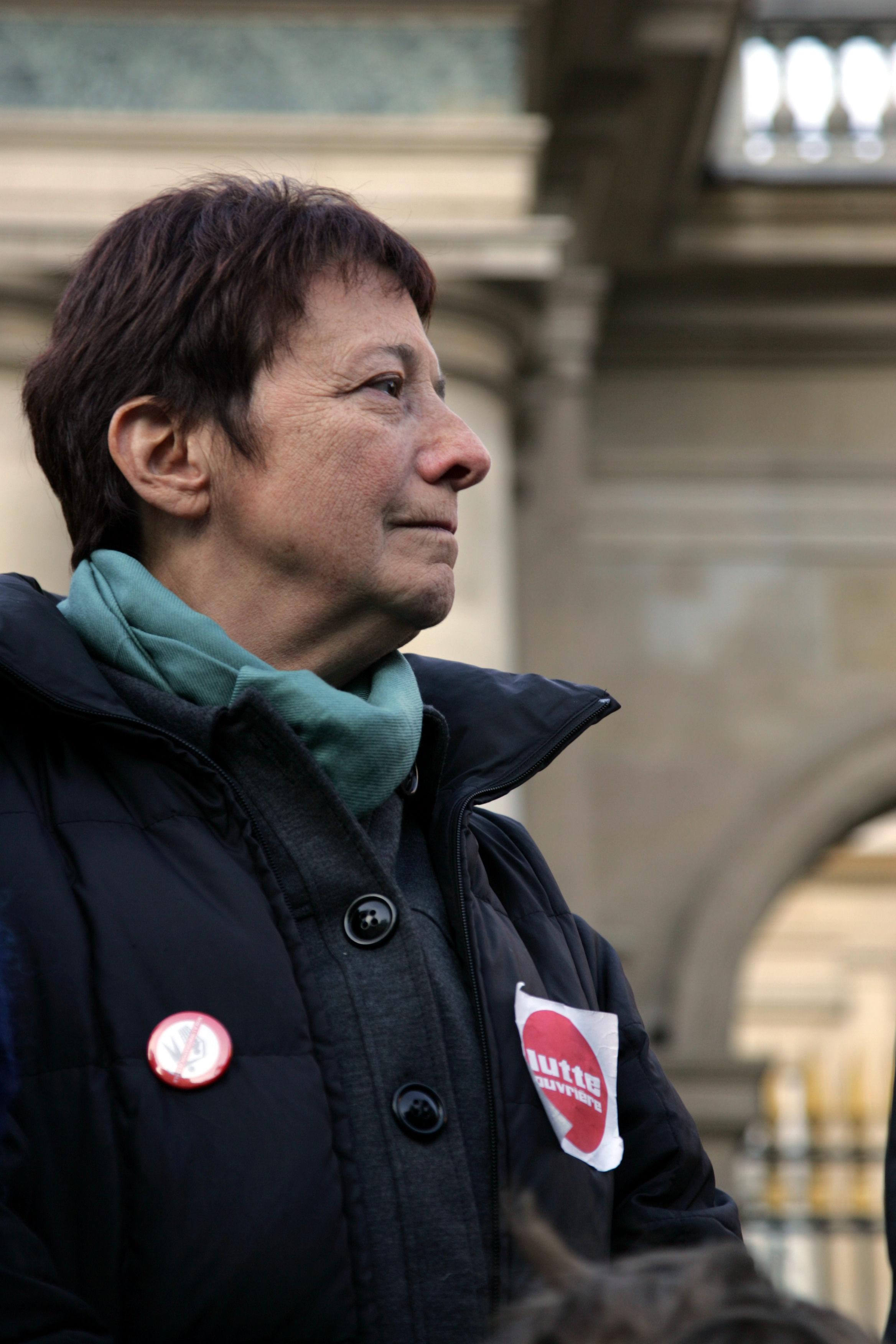
Arlette Laguiller

Arlette Laguiller este un om politic francez, membru al Parlamentului European în perioada 1999-2004 din partea Franței. 
1. ↑  Arlette Laguiller, Roglo
2. ↑  Arlette Laguiller, GeneaStar
3. ↑  Autoritatea BnF, accesat în 10 octombrie 2015
4. ↑  Deputații în Parlamentul European